# Velesovo
Velesovo je naselje v Občini Cerklje na Gorenjskem.

## Izvor krajevnega imena
Krajevno ime je nastalo iz Vel'ejè selò, kar vsebuje srednjo določno obliko slovanskega pridevnika velь v pomenu velik in selò v pomenu vas. Ime torej dobesedno pomeni velika vas. Glas -l- je kasneje prešel v -v-, zaradi česar je ime začelo vzbujati vtis pridevniškega izvora, zato se je drugotno začelo sklanjati po pridevniški sklanjatvi. Srednjeveški krajevni zapisi so prevedeni iz slovenščine, saj je srednjevisokonemško ime zloženo iz srednjevisokonemške besede michel v pomenu velik in stat v pomenu prostor, mesto naselje.
V starih listinah se kraj omenja leta 1147 Michelsteten, 1163 Michilstet, 1238 Michelstetin in leta 1689 pri Valvasorju Veleʃalo.